# Göran Sidenbladh
Karl Göran Elis Sidenbladh, född 19 mars 1912 i Stockholm, död där 20 januari 1997, var en svensk arkitekt, författare och från 1955 till 1973 stadsbyggnadsdirektör i Stockholm och ledamot av Generalplaneberedningen (tidigare kallad Nedre Norrmalmsdelegationen). Han var sonson till överdirektören Karl Sidenbladh och bror till hovrättspresidenten Karl Sidenbladh.

## Liv och verk
Tillsammans med arkitekterna Ancker-Gate-Lindegren (Stig Ancker, Bengt Gate, Sten Lindegren) utformade han 1942-43 generalplanen för Lidingö och året därpå engagerades han av dåvarande stadsbyggnadsborgarrådet Yngve Larsson för att arbeta med generalplanen för Stockholm inför Norrmalmsregleringen under Sven Markelius.
Sidenbladh medverkade som stadsbyggnadsdirektör bland annat till genomförandet av Norrmalmsregleringen, tillkomsten av detaljplanerna för Råcksta (1950–51) och Hässelby gård (1952), samt generalplanerna för Skärholmen samt södra Järvafältet med Spånga, Rinkeby och Tensta (ca 1964-65).
Han var medarbetare i den Bostadssociala utredningen och redaktör vid bildandet av tidskriften PLAN 1947–1968. Medförfattare till ett flertal av Samfundet S:t Eriks årsböcker under 1970-talet. 
Sidenbladh blev professor vid Nordiska institutet för samhällsplanering (Nordplan) 1975, och blev hedersledamot i Stockholms Byggnadsförening 1993.
Sidenbladh belönades jämte sin företrädare Sven Markelius av International Union of Architects för bland annat Norrmalmsregleringen med Sir Patrick Abercrombie Prize när det delades ut för första gången 1961.